# Quercus pseudoverticillata
Quercus pseudoverticillata là một loài thực vật có hoa trong họ Cử. Loài này được Soepadmo miêu tả khoa học đầu tiên năm 1966.